# Grand (Metro de Los Ángeles)
Grand/LATTC es una estación en la línea A del Metro de Los Ángeles y es administrada por la Autoridad de Transporte Metropolitano del Condado de Los Ángeles. Se encuentra localizada en el centro de Los Ángeles (California), entre Washington Boulevard y Grand Avenue. Es la estación más cercana de esta línea a la Universidad del Sur de California.

## Atracciones cercanas
- Grand Olympic Auditorium
- Los Angeles Trade Technical College
- Mount St. Mary's College - Campus Doheny
- Lanterman High School
- Traffic Court
- Orthopaedic Hospital

## Conexiones de autobuses

### Metro bus
- Metro Local: 30, 81
- Metro Rapid: 730
- Metro Express: 439, 445, 460
- Metro Liner: Línea Plata

### Otros autobuses locales
- Metro Local: 14, 35, 37, 38, 55, 335, 603
- Metro Rapid: 714, 770
- LADOT DASH: D, Pico Union/Echo Park
- Torrance Transit: 1, 2